# Nick Olij
Nick Quinten Olij (Haarlem, 1º agosto 1995) è un calciatore olandese, portiere del PSV.

## Carriera

### Club
Cresciuto nel settore giovanile dell'AZ Alkmaar, esordisce in prima squadra il 14 dicembre 2016, disputando l'incontro di KNVB beker vinto per 2-0 contro l'ASWH. Dopo una sola presenza in coppa, nel 2018 viene ceduto in prestito per una stagione all'TOP Oss, in seconda divisione. L'anno successivo viene acquistato a titolo definitivo dal NAC Breda, con cui gioca per tre stagioni in seconda divisione.
Il 16 giugno 2022 viene ingaggiato dallo Sparta Rotterdam, firmando un contratto valido fino al 2024. Debutta in Eredivisie il 5 agosto successivo, in occasione dell'incontro pareggiato per 0-0 contro l'Heerenveen.

### Nazionale
Dopo avere rappresentato le nazionali giovanili olandesi, il 6 ottobre 2023 è stato convocato per la prima volta in nazionale maggiore.

## Statistiche

### Presenze e reti nei club
Statistiche aggiornate al 29 agosto 2022.
| Stagione               | Squadra                | Campionato             | Campionato | Campionato | Coppe nazionali | Coppe nazionali | Coppe nazionali | Coppe continentali | Coppe continentali | Coppe continentali | Altre coppe | Altre coppe | Altre coppe | Totale | Totale |
| Stagione               | Squadra                | Comp                   | Pres       | Reti       | Comp            | Pres            | Reti            | Comp               | Pres               | Reti               | Comp        | Pres        | Reti        | Pres   | Reti   |
| ---------------------- | ---------------------- | ---------------------- | ---------- | ---------- | --------------- | --------------- | --------------- | ------------------ | ------------------ | ------------------ | ----------- | ----------- | ----------- | ------ | ------ |
| 2016-2017              | Jong AZ Alkmaar        | 2D                     | 31         | -27        |                 | -               | -               |                    | -                  | -                  |             | -           | -           | 31     | -27    |
| 2017-2018              | Jong AZ Alkmaar        | 1D                     | 35         | -65        |                 | -               | -               |                    | -                  | -                  |             | -           | -           | 35     | -65    |
| Totale Jong AZ Alkmaar | Totale Jong AZ Alkmaar | Totale Jong AZ Alkmaar | 66         | -92        |                 | -               | -               |                    | -                  | -                  |             | -           | -           | 66     | -92    |
| 2016-2017              | AZ Alkmaar             | ED                     | -          | -          | CO              | 1               | 0               |                    | -                  | -                  |             | -           | -           | 1      | 0      |
| 2018-2019              | TOP Oss                | 1D                     | 30         | -33        | CO              | 2               | -2              |                    | -                  | -                  |             | -           | -           | 32     | -35    |
| 2019-2020              | NAC Breda              | 1D                     | 29         | -30        | CO              | 5               | -10             |                    | -                  | -                  |             | -           | -           | 34     | -40    |
| 2020-2021              | NAC Breda              | 1D                     | 34+3       | -36 + -4   | CO              | 0               | 0               |                    | -                  | -                  |             | -           | -           | 37     | -40    |
| 2021-2022              | NAC Breda              | 1D                     | 38+2       | -45 + -4   | CO              | 4               | -8              |                    | -                  | -                  |             | -           | -           | 44     | -57    |
| Totale NAC Breda       | Totale NAC Breda       | Totale NAC Breda       | 101+5      | -111 + -8  |                 | 9               | -18             |                    | -                  | -                  |             | -           | -           | 115    | -137   |
| 2022-2023              | Sparta Rotterdam       | ED                     | 4          | -4         | CO              | 0               | 0               |                    | -                  | -                  |             | -           | -           | 4      | -4     |
| Totale carriera        | Totale carriera        | Totale carriera        | 175        | -221       |                 | 12              | -20             |                    | -                  | -                  |             | -           | -           | 187    | -241   |

## Palmarès

### Club

#### Competizioni nazionali
- Tweede Divisie: 1

Jong AZ Alkmaar: 2016-2017
- Supercoppa dei Paesi Bassi: 1

PSV: 2025

### Nazionale
- Campionato d'Europa Under-17: 1

Slovenia 2012